# اجاپاناهالی، تامکور
اجاپاناهالی، تامکور (به انگلیسی: Ajjappanahalli, Tumkur) یک منطقهٔ مسکونی در هند است که در کارناتاکا واقع شده‌است.